# HK MSG90
Das HK MSG90 ist ein Scharfschützengewehr im Kaliber 7,62 × 51 mm NATO des deutschen Herstellers Heckler & Koch.

## HK MSG 90
Das 1990 eingeführte militärische Scharfschützengewehr MSG90 ist eine Weiterentwicklung des PSG1, bei der vor allem auf einen günstigeren Preis und Gewichtsreduzierung Wert gelegt wurde. Wie beim PSG1 wurde für den Verschluss eine Schließhilfe für eine leise Waffenbedienung eingebaut. An der Laufmündung ist zur Reduzierung von Schwingungen ein Gewicht angebracht. Die Waffe verfügt über eine längenverstellbare Schulterstütze und eine höhenverstellbare Wangenauflage. Eine Schiene im Handschutz kann ein Zweibein oder einen Schießriemen aufnehmen. Serienmäßig wird die Waffe mit einem Zielfernrohr 10 × 42 angeboten. Die Zielfernrohrmontage wurde gegenüber dem PSG1 verändert und stimmt mit der des HK 21 E, HK 23 E und HK G41 überein.

## HK MSG90 DMR
Als MSG90 DMR (Designated Marksman Rifle) wurde eine Weiterentwicklung 1997/1998 vom United States Marine Corps getestet. Da die Waffe aber nicht im Kaliber .300 Winchester Magnum zur Verfügung stand, wurde sie abgelehnt.

## HK MSG90 A1
Das MSG90 A1 wird für die US-Armee produziert. Es ist 57 mm länger und 700 g schwerer als das MSG90. Zusätzlich verfügt es über einen Mündungsfeuerdämpfer (der gegen einen Schalldämpfer austauschbar ist), eine Dioptervisierung und einen modifizierten Kolben.